# Jugendkulturhaus Dynamo

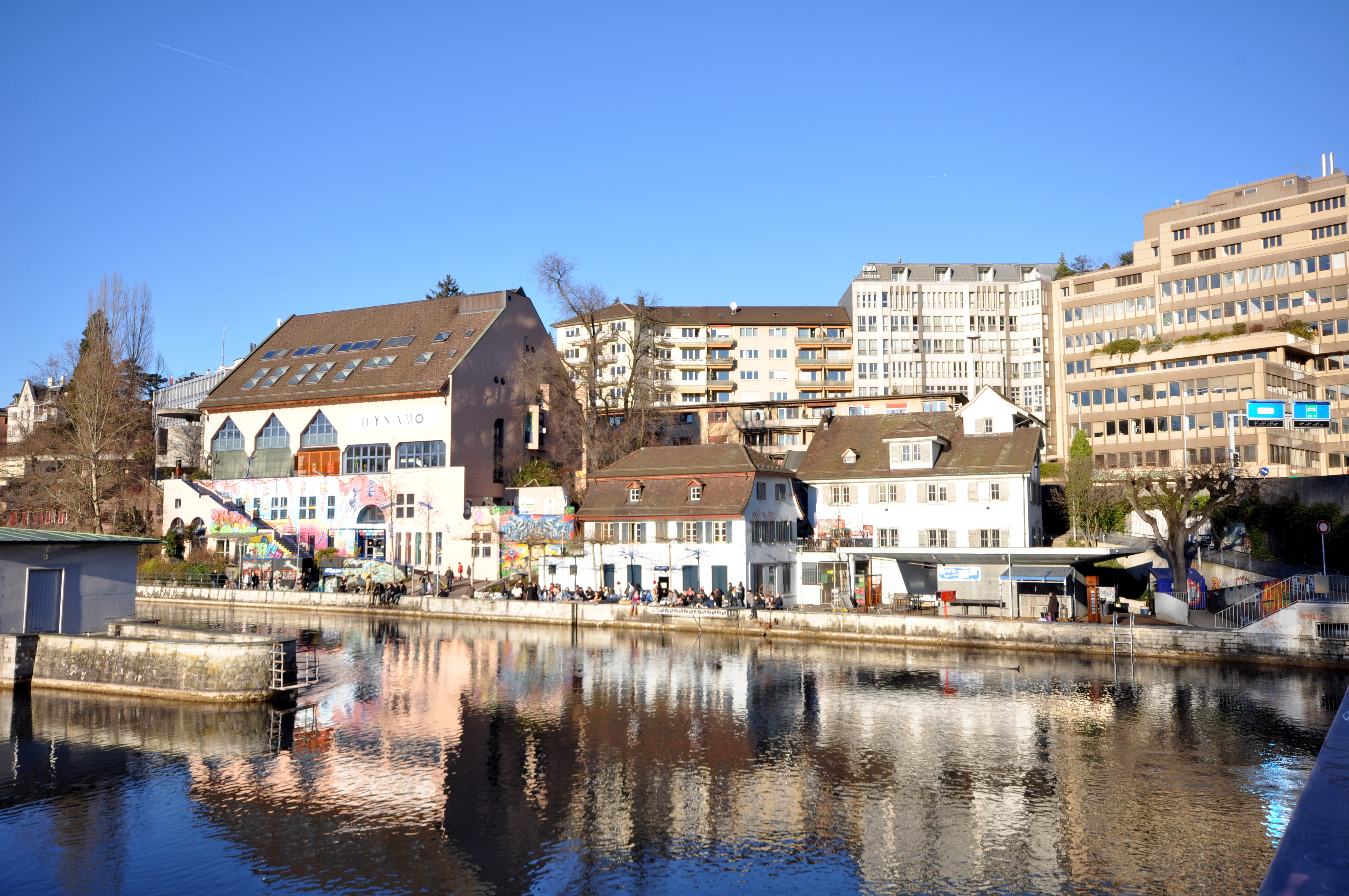
Dynamo 2011

Das Jugendkulturhaus Dynamo befindet sich an der Limmat in Zürich, gegenüber dem Platzspitz. Es wurde 1988 eröffnet und gehört organisatorisch zu den Sozialen Diensten der Stadt Zürich. Zum Angebot des Dynamos gehören Probe-, Konzert- und Veranstaltungsräume für Musik, Tanz und Theater. Es vermietet Räume für Kurse, Workshops und Selbsthilfegruppen. Es verfügt über eine Medienwerkstatt und eine Werkstatt für Metallbearbeitung, eine Werkstatt für Snowboards sowie eine Schmuck-, Textil-, Digital- und Siebdruckwerkstatt. Zum Dynamo gehören ein Restaurant und der Veranstaltungskeller Werk21.

## Geschichte

### Vom Heilbad zum Brauhaus Drahtschmidli

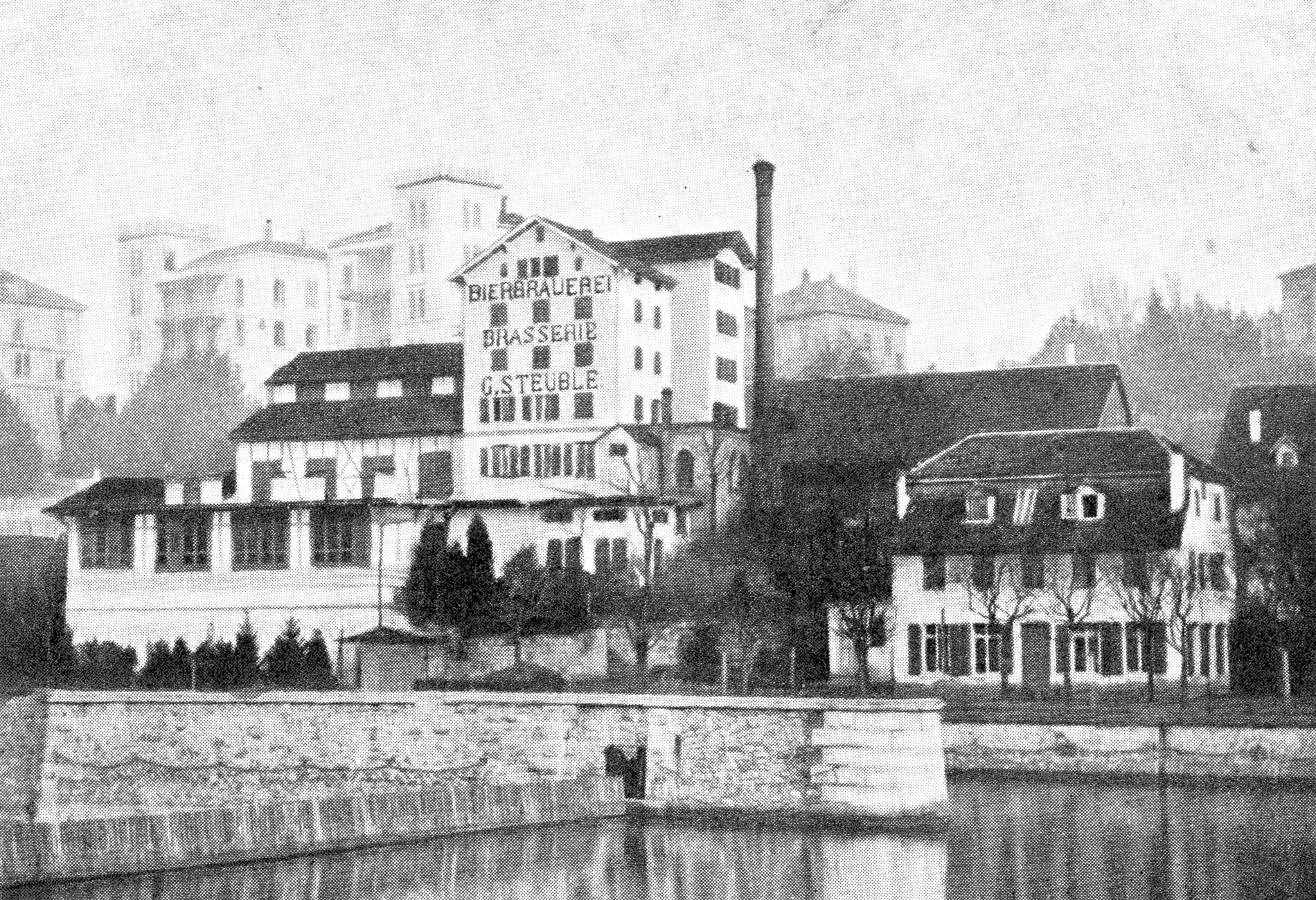
«Brauerei zum Drahtschmidli» unter Gustav Steuble zwischen 1882 und 1906.

Das Drahtschmidli an der Limmat wurde 1772 als Heilbad eröffnet. Als am 3. August 1842 das Anwesen an den Bierbrauer Wilhelm Reiser von Unterstrass überging, baute er 1843 auf dem Areal eine Bierbrauerei. Im Oktober 1848 kam es durch den Nachlass von Wilhelm Reiser an Oberst Gottfried von Meiss von Teuffen. Er verpachtete die Brauerei an Zyprian Diem aus Vilsingen aus dem damaligen Fürstentum Sigmaringen. Er hatte mit der Brauerei wenig Erfolg, und so wurde sie zwei Jahre später (1850) an einen Braumeister aus Freiburg im Breisgau, Johann Karl Friedrich, verkauft. Er hatte ebenfalls keinen Erfolg und musste am 10. Januar 1854 Konkurs anmelden. 
Die Brauerei fiel wieder an den Grundpfandgläubiger Gottfried Meiss zurück, der sie an zwei Bierbrauer verpachtete: Wilhelm Bader von Muttensweiler im Oberamt Biberach und Konrad Butscher von Kappell im Oberamt Ravensburg, die zusammen die Brauerei unter dem Firmennamen «Bader & Butscher» betrieben. Am 13. Oktober 1855 wechselte das Anwesen abermals den Eigentümer und fiel in die Hände des Bierbrauers Martin Haller von Atzenweiler aus dem Grossherzogtum Baden, der 1849 als politischer Flüchtling in die Schweiz kam. Er braute im Drahtschmidli Bier bis zu seinem Tod am 8. Mai 1882. Er dürfte während seiner Geschäftstätigkeit einen Absatz von maximal 3000 bis 4000 Hektoliter erreicht haben. Die Brauerei fiel der Witwe Anna Haller geborene Kessler zu. Sie verpachtete sie im November des gleichen Jahres an einen Verwandten, den Bierbrauer Gustav Steuble aus Zürich, der der Witwe am 20. Dezember 1887 die Brauerei abkaufte. Sein Bruder Meinrad Steuble war in seinem Unternehmen für die Buchhaltung zuständig. Als der Lettentunnel gebaut wurde, führten Sprengungen dazu, dass sich das Bier in den Lagerkellern trübte und nicht mehr verkauft werden konnte. Ein Gericht sprach der Firma erheblichen Schadensersatz zu. Trotzdem betrieben die Brüder die Brauerei nur noch kurze Zeit und stellten sie schliesslich ein. Die Kundschaft wurde von der Brauerei Hürlimann übernommen. 1906 kam das Gebäude samt Einrichtungen in den Besitz der Stadt Zürich.

### Jugendhaus-Idee
Die Vereinigung Ferien und Freizeit (VFF), die als Dachorganisation der Zürcher Jugendgruppen im Dezember 1925 gegründet wurde, entwickelte in den 1930er Jahren die Idee eines Jugendhauses. Sie forderte von der Stadt ein Haus, das den «Jugendlichen Räume für ihre Zusammenkünfte zur Verfügung stellen» sollte. 1938 nahm der Präsident Ferdinand Böhny mit dem Wohlfahrtsamt Kontakt auf und durfte in seinem Auftrag eine Eingabe über ein Raumprogramm für den Stadtrat vorbereiten. Dieses Programm sah Klub- und Bastelräume, Freizeitwerkstätten, einen kleinen Saal, einen grossen Mehrzwecksaal mit Bühne und Sekretariatsräume für die VFF vor. Ebenso sollte das Jugendhaus auch in engem Kontakt mit den Jugendherbergen stehen und möglicherweise die städtische Berufsberatung beherbergen. Der Zweite Weltkrieg veränderte die politischen Prioritäten, und so wurde die Eingabe nicht weiter verfolgt.
Gleichzeitig dazu wurde für die Landi von 1939 ein Jugendhaus geplant, wofür sich die VFF ebenfalls engagierte und finanziell beteiligte. Für die Landi wurde der «Verein Jugendhaus» gegründet, der aus mindestens 110 Jugendverbänden und -institutionen bestand. Das Jugendhaus wurde wenig abseits vom Belvoirpark von arbeitslosen Jugendlichen nach den Plänen des Architekten Alfred Altheer gebaut und beinhaltete einen Klubraum, eine Freizeitwerkstatt, einen Lesesaal und einen Raum für Geselligkeit mit Bühne, Film- und Diaprojektor.
Nach dem Krieg wollte der Zürcher Frauenverein (ZFV) alkoholfreie «Dancing»-Veranstaltungen veranstalten, als Reaktion auf die boomenden «Dancings», die nach amerikanischem Vorbild stattfanden und Alkohol ausschenkten. Der Frauenverein fand in der VFF eine Mitträgerin, die Erfahrungen mit Jugendlichen hatte. Das erste «Dancing» fand als Fastnachtveranstaltung 1948 im Saal «Karl des Grossen» im Volkshaus statt. Die Zusammenarbeit verlief so gut, dass sich der Frauenverein als Gegenleistung für die Jugendhausidee einsetzte. Es wurde ein provisorischer Ausschuss gebildet, um ein Initiativkomitee für das Jugendhaus zu gründen. Dafür konnten Politiker und Vertreter der Wirtschaft, Kirchen, Schulen und Jugendorganisationen gewonnen werden. Ebenso gehörte Architekt und Kunstmaler Hans Fischli dem Ausschuss an, der aus eigener Initiative ein Jugendhausprojekt ausarbeitete. Nach einer Pressekampagne fand am 9. September 1949 im Restaurant «Karl der Grosse» die Gründungsversammlung des Initiativkomitees für ein Zürcher Jugendhaus statt. Präsidentin wurde Marie Hirzel (1881–1969) vom Frauenverein, die aus einer angesehenen Zürcher Familie stammte, und Vizepräsident Max Schulz, der damalige Präsident der VFF. Am 9. März 1951 wandelte sich das Initiativkomitee in den Verein Zürcher Jugendhaus (VZJ) um. Durch die Einnahmen durch drei Jugendfeste in den Jahren 1951, 1953 und 1956 kam der Verein auf ein Vermögen von über 700'000 Franken.
Es musste nun die Standortfrage geklärt werden. Evaluiert wurden folgende Plätze: Linth-Escher-Schulhaus, ehemaliges Tierspital, Drahtschmidli-Areal, Areal Knechtli, Wasserwerk-/Nordstrasse, Kronenwiese, Platzspitz, Westend-Terrasse, Selnaustrasse 9, Werdstrasse 4, Schreinerei Maurer, Rösli-/Weinbergstrasse. Statt gleich mit einem Neubau zu beginnen, wollte man sich provisorisch in den Gebäuden der ehemaligen Drahtschmidli-Brauerei einquartieren. Am 4. September 1956 wurde das Vorhaben dem Stadtrat unterbreitet, der darauf einging und der damaligen Hauptmieterin Brauerei Hürlimann auf den Frühling 1957 kündigte. Im Oktober 1956 wurde durch die Pläne der neuen Verkehrsführung klar, dass es unter den künftigen Umständen möglich sein würde, auf dem Drahtschmidliareal einen Neubau zu errichten.

### Jugendhaus Drahtschmidli
Die Planung des Neubaus hatte mit Schwierigkeiten zu kämpfen, und die Arbeiten verzögerten sich. Um nicht länger auf den Neubau zu warten, wurden die Räume des damaligen Gebäudes ab 1. Oktober 1960 durch den VJZ renoviert. Dazu kamen zwischen 60 und 80 Jugendliche, die unter der Leitung von älteren Jugendlichen mit abgeschlossener Handwerkerlehre oder eines Fachlehrers gruppenweise einzelne Räume an den Abenden und Samstagnachmittagen renovierten. Es wurden Gruppen- und Clubräume, eine Diskothek, Büroräumlichkeiten mit Arbeitszimmern für Gruppen, eine Bibliothek, ein Lese- und Aufgabenzimmer, ein Zimmer für eine Beratungsstelle, eine Spielhalle, ein Café, ein Fotolabor, ein Jazzkeller, diverse Ateliers, ein Vorführraum, ein Dachtheater und noch vieles mehr eingerichtet.

### Dynamo
Die Zürcher Stimmbevölkerung befürwortete mit 71,8 % Zustimmung am 25. April 1982 einen 15 Millionen Franken teuren Neubau als Erweiterung des ehemaligen Drahtschmidlis, um ein zentrales Zürcher Jugendhaus unter der Schirmherrschaft des Jugendamtes zu errichten. Das war eine Reaktion auf die Opernhaus-Jugendunruhen von 1980. Das neue Jugendhaus «Dynamo» wurde 1988 in Betrieb genommen. Das Jugendhaus sollte Räume für Veranstaltungen und Kurse vermieten. 60'000 Besucher fanden im ersten Jahr den Weg ins Jugendhaus. Das Angebot wurde in den ersten vier Jahren um ein Grafikatelier, eine Metallwerkstatt und ein Restaurant erweitert. Obwohl der Betrieb durch die offene Drogenszene beim Platzspitz beeinträchtigt war, konnten die Besucherzahlen auf 75'000 erhöht werden. 1993 hiessen die Zürcher Stimmberechtigten einen jährlichen Kredit von 1,55 Millionen Franken gut, um den Betrieb sicherzustellen. Obwohl sich die Situation mit der Drogenszene stark verschlechterte, da sie durch die Verlagerung zum oberen Letten noch näher zum Jugendhaus rückte, konnten die Besucherzahlen auf 100'000 gesteigert werden. 1996 übernahm das neue Amt für Soziokultur die Schirmherrschaft. Bis 1998 kamen eine Textil- und Schmuckwerkstatt dazu, und im Keller entstand der Musikclub Werk21 für kleinere Konzerte oder Partys. Das Dynamo etablierte sich als ein geeigneter Standort für Konzerte mit alternativen Musikrichtungen. Das machte sich mit guten Besucherzahlen (130'000) im Jahr 2000 bemerkbar. 2001 wurde das Amt für Soziokultur aufgelöst und das Dynamo dem Sozialzentrum Ausstellungsstrasse der Sozialen Dienste Zürich unterstellt. In den kommenden Jahren wurde das Dynamo umgebaut, und es gab Änderungen im Angebot. So mussten die Barfussdisco und das Malatelier den Tontechnikkursen und den Regiekursen weichen. Das Dynamo richtete Kurse auch für die mögliche Laufbahn aus und vermietete Räume für Sitzungen. Ebenso stieg die Nachfrage nach Musik-Proberäumen. Das Angebot wurde mit Dynamic-Days und Ferienkursen für Oberstufen-Schüler erweitert. Die Besucherzahlen stiegen bis 2007 auf 210'000 und das Nettobudget betrug in den letzten sieben Jahren rund 2,1 Millionen Franken.